# Hugo Simon
Hugo Simon (3 agosto 1942) è un cavaliere austriaco.
Ha preso parte a sei edizioni dei giochi olimpici estivi dal 1972 al 1996, ad eccezione del 1980.

## Palmarès
Olimpiadi
- 1 medaglia:
  - 1 argento (Barcellona 1992 nel salto a squadre)